# František Chochola
František Chochola, né en 1943 à Kolín en protectorat de Bohême-Moravie et mort le 6 juillet 2022 à Hambourg, est un artiste tchèque et médailleur travaillant en Allemagne à l'atelier de Hambourg.
František Chochola a dessiné :
- Les faces nationales des pièces en euro de Saint-Marin ;
- La pièce de collection allemande de 10 euro émise en 2004 et consacrée à Columbus, le laboratoire européen de la Station spatiale internationale.